# نورث کراولی
نورث کراولی (به انگلیسی: North Crawley) یک روستا و محله مدنی در بریتانیا است که در Milton Keynes واقع شده‌است. نورث کراولی ۷۳۶ نفر جمعیت دارد.